# Chromis scotochiloptera
Chromis scotochiloptera là một loài cá biển thuộc chi Chromis trong họ Cá thia. Loài này được mô tả lần đầu tiên vào năm 1918.

## Từ nguyên
Từ định danh scotochiloptera được ghép bởi ba âm tiết trong tiếng Hy Lạp cổ đại: scotios ("sẫm tối"), chilos ("rìa, mép") và pterus ("vây cá"), hàm ý đề cập đến viền đen trên hai thùy vây đuôi và vây hậu môn của loài cá này.

## Phạm vi phân bố và môi trường sống
C. scotochiloptera được tìm thấy tại Philippines, Malaysia và Indonesia. C. scotochiloptera sống tập trung trên các rạn san hô viền bờ, gần các hang hốc ở độ sâu khoảng từ 2 đến 20 m.

## Mô tả
C. scotochiloptera có chiều dài cơ thể lớn nhất được ghi nhận là 16 cm. Cơ thể có màu ô liu, sáng màu vàng lục hơn ở đỉnh đầu và dọc lưng, bụng có màu trắng. Hai thùy đuôi được viền dải đen. Vây hậu môn có một dải nâu đen sát rìa trước.
Số gai ở vây lưng: 13; Số tia vây ở vây lưng: 10–11; Số gai ở vây hậu môn: 2; Số tia vây ở vây hậu môn: 10–11; Số gai ở vây bụng: 1; Số tia vây ở vây bụng: 5.

## Sinh thái học
Thức ăn của C. scotochiloptera là động vật phù du. Chúng thường hợp thành đàn lớn và bơi xa nơi trú ẩn. Khi không kiếm ăn, chúng sẽ tập trung trong các hang động. Cá đực có tập tính bảo vệ và chăm sóc trứng; trứng có độ dính và bám vào nền tổ.